# نوکیا ۲۱۱۵
نوکیا ۲۱۱۵ یک‌نمونه از گوشی‌های تلفن همراه سری ۲۰۰۰ شرکت نوکیا می‌باشد که توسط همین شرکت به بازار عرضه شده‌است.